# Fábio Martins
Fábio Santos Martins (Vila Nova de Gaia, 24 luglio 1993) è un calciatore portoghese, centrocampista dell'Al-Khaleej.

## Carriera

### Nazionale
Ha rappresentato tutte le Nazionali giovanili portoghesi, dall'Under-16 all'Under-21, con la quale ha esordito nel 2013.